# Helikalne nanokompozyty
Helikane nanokompozyty – materiały helikalne składające się z dwóch lub więcej elementów o różnych właściwościach, z których co najmniej jeden występuje w skali nanometrycznej (ma przynajmniej jeden wymiar z zakresu od 1 do 100 nm). Analogicznie do konwencjonalnych kompozytów, właściwości tego typu materiałów nie stanowią ani sumy, ani średniej właściwości poszczególnych składników. Współwystępowanie tychże elementów nadaje im unikalne właściwości niecharakterystyczne dla żadnego występującego samodzielnie. Szczególnie interesująca z punktu widzenia aplikacyjności tego typu materiałów jest potencjalna chiralność.

## Wytwarzanie i zastosowanie
Uzyskanie nanokompozytów o helikalnej geometrii jest bardzo ważne ze względu na ich doskonałą stabilność strukturalną i inherentne zjawisko chiralności. Fenomen przełomu XX i XXI wieku stanowią spiralne układy nanocząstek plazmonicznych, które łączą geometrię helikalną z unikalnymi właściwościami nanometali. Wynika on z ich potencjalnego zastosowania w przechowywaniu informacji, biodetekcji, chiralnej plazmoniki, optomechaniki i uzyskiwania metamateriałów. Co więcej, helikalne układy nanokryształów półprzewodnikowych umożliwiają preferencyjną emisję jednej ze skrętności światła kołowo spolaryzowanego. Zastosowania te wymagają nie tylko precyzyjnej architektury nanokompozytów, ale także ich przestrajalności.
Wykazano, że najbardziej wydajne są metody samoorganiazacji bottom-up. Tego typu helikalne struktury nanocząstek przygotowano w oparciu o matryce, mieszanie wirowe, za pomocą chiralnych ligandów, światła kołowo spolaryzowanego i pola magnetycznego. Te techniki przygotowawcze zapewniły dostęp do helikalnych nanostruktur o precyzyjnie kontrolowanej strukturze.
Możliwość sterowania nie tylko budową, ale też właściwościami helikalnych nanokompozytów pierwotnie uzyskano poprzez zastosowanie tzw. DNA-origami. Ta metodologia pozwala na dynamiczną kontrolę orientacji helis, co przekłada się na przełączalną odpowiedź optyczną systemu. Najbardziej wydajną i uniwersalną poznaną dotychczas metodą uzyskiwania dynamicznie przełączalnych układów helikalnych jest wykorzystanie termotropowych ciekłych kryształów. Związki mezogeniczne które generują helikalne nanofilamenty, są najczęściej tworzone przez achiralne molekuły o wygiętym rdzeniu (tzw. bananowe).

## Przykładowa procedura uzyskiwania helikalnych nanokompozytów o przełączalnych właściwościach[17]
Uzyskanie helikalnych nanokompozytów plazmonicznych jest możliwe dzięki spełnieniu warunku chemicznej kompatybilności nanocząstek do matrycy. Ligandy stabilizujące nanocząstki powinny być strukturalnie podobne do struktury matrycy, tak, by mogły z nią swobodnie oddziaływać.
Procedura polega na wymieszaniu roztworów matrycy i nanocząstek w odpowiednich stosunkach (zależnych od stosowanych związków chemicznych), a następnie stworzeniu cienkiej warstwy z takiego kompozytu poprzez nakroplenie mieszanki na podłoże. W celu zapewnienia integralności nanocząstek i matrycy materiał podgrzewa się aż do uzyskania fazy izotropowej, a następnie schładza w tempie odpowiednim dla danego typu molekuł.

## Chiralność
Helikalne nanokompozyty mogą wykazywać właściwości optyczne charakterystyczne dla układów chiralnych. Jednym z przykładów jest dichroizm kołowy (ang. Circular Dichroism, CD), który silnie zależy od trójwymiarowej struktury cząsteczki chiralnej. Polega on na różnej absorpcji światła spolaryzowanego kołowo, lewo- i prawoskrętnie przez ośrodek aktywny, która jest spowodowana występowaniem różnic w prędkościach propagacji fal oraz współczynnikach absorpcji. Powoduje to przekształcenie światła spolaryzowanego liniowo, na światło spolaryzowane eliptycznie lub kołowo. Powyżej opisany efekt jest jednak niewielki, ponieważ organiczne materiały chiralne słabo oddziałują z falą elektromagnetyczną. Alternatywą może być zastosowanie helikalnych nanokompozytów, opartych na metalicznych nanocząstkach, które pozwalają na uzyskanie silnych oddziaływań ze względu na plazmon powierzchniowy.
Uzyskiwanie homochiralnych cienkich warstw o silnej odpowiedzi optycznej (dichroizmu kołowego) w skali makro, na bazie wcześniej zaproponowanej procedury otrzymywania helikalnych nanofilamentów, jest możliwe dzięki wykorzystaniu transferu i amplifikacji chiralności z mniejszościowej ilości chiralnego dopanta. Następuje wówczas propagacja chiralności w kilku skalach – od chiralnej cząsteczki dopanta, poprzez organiczną strukturę supramolekularną, a ostatecznie do chiralnego układu nanocząstek.
Dowiedziono, że można sterować wielkością sygnału za pomocą zmiany rozmiarów oraz kształtów nanocząstek.